# Yari
Yari (槍 en japonès), és una llança, o més concretament, el cap d'una llança recta. L'art marcial d'esgrimir el yari es denomina sōjutsu. Els yaris mesuraven entre un i més de sis metres. Els models més llargs es diuen ōmi no yari mentre que els més curts són les anomenades mochi o tae yari. Els models més llargs els portaven les tropes a peu (ashigaru), mentre que el samurai, generalment portava el model més curt.
El yari es caracteritza per una fulla recta que podria ser de 0,9 metres o més.

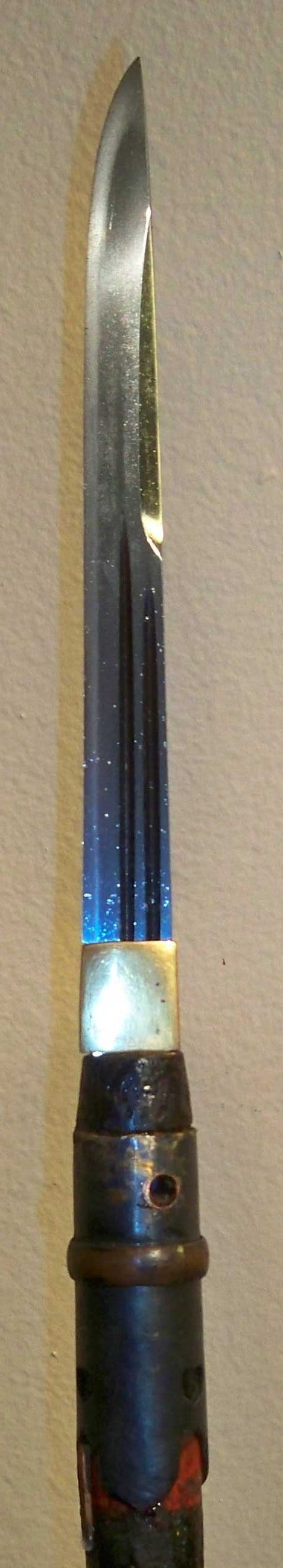
Kikuchi yari
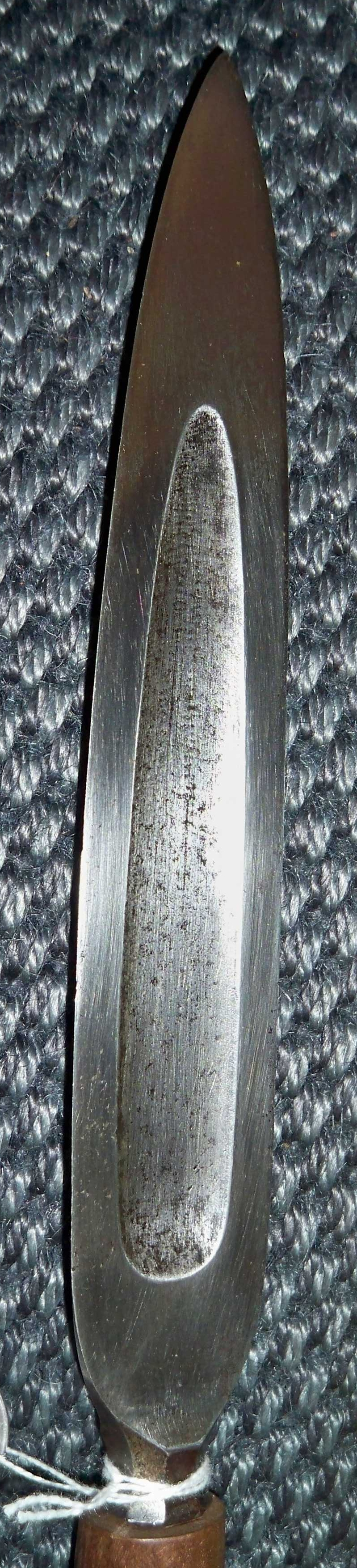
Sasaho yari.
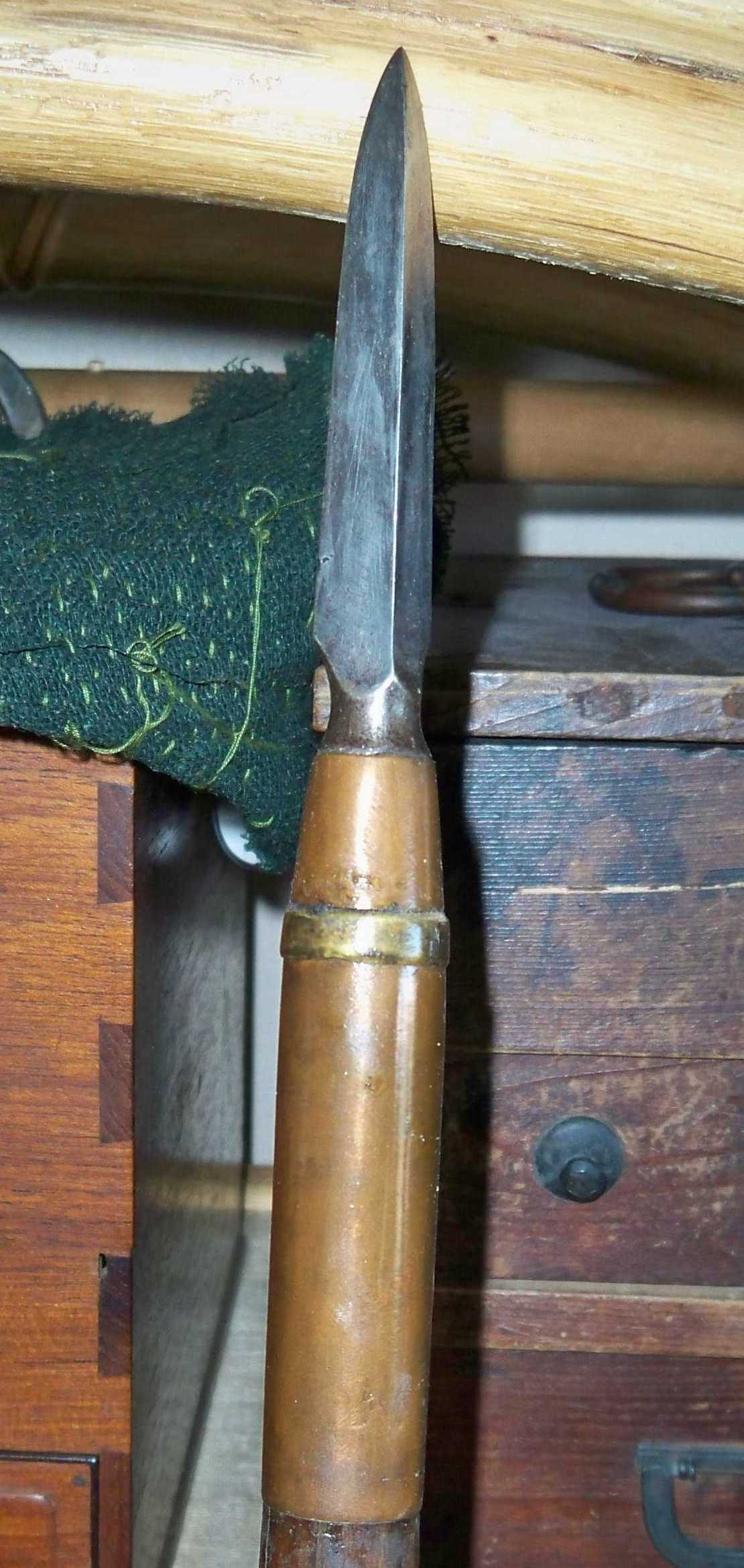
Sansaku yari.
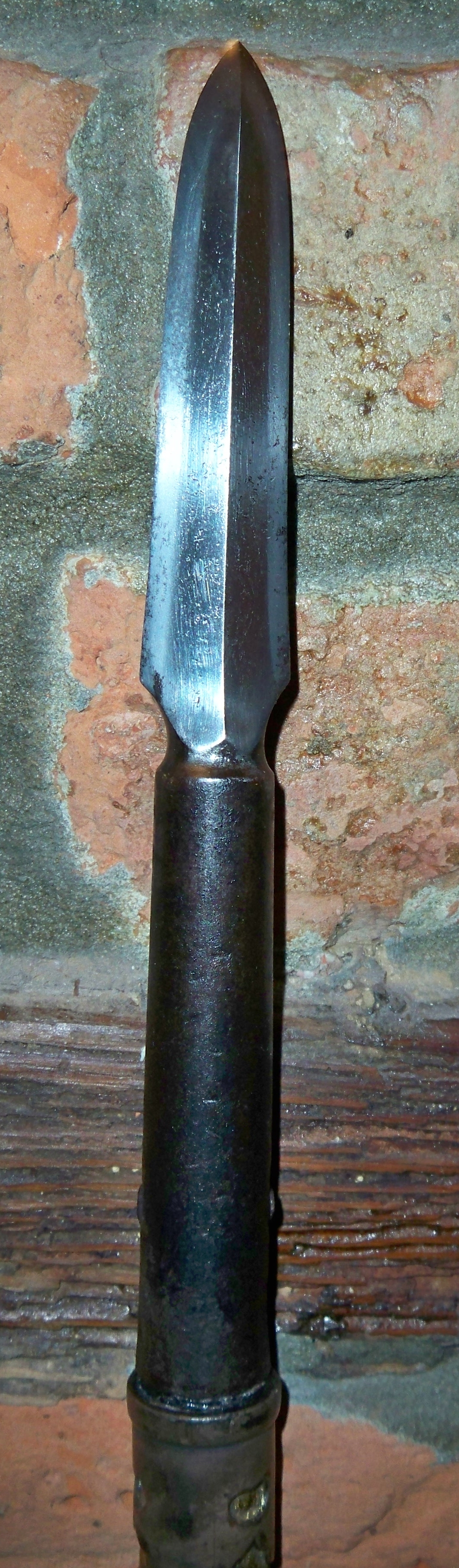
Ryo shinogi fukuro yari.